# Mount Toogood
Mount Toogood ist ein 2100 m hoher Berg im ostantarktischen Viktorialand. In der Daniels Range der Usarp Mountains ragt er an der Südseite des Kopfendes des Edwards-Gletschers auf.
Der United States Geological Survey kartierte ihn anhand eigener Vermessungen und mithilfe von Luftaufnahmen der United States Navy aus den Jahren zwischen 1960 und 1963. Das Advisory Committee on Antarctic Names benannte ihn 1970 nach dem britischen Geologen David John Toogood (* 1940), der im Rahmen des United States Antarctic Research Program von 1967 bis 1969 in zwei aufeinanderfolgenden antarktischen Sommerkampagnen auf der McMurdo-Station tätig war.